# Vonalkázott szürkebegy
A vonalkázott  szürkebegy (Prunella strophiata) a madarak osztályának verébalakúak (Passeriformes)  rendjébe és a szürkebegyfélék (Prunellidae) családjába tartozó faj.

## Rendszerezése
A fajt Edward Blyth angol ornitológus írta le 1843-ban, az Accentor nembe Accentor strophiatus néven.

## Alfajai
- Prunella strophiata jerdoni (W. E. Brooks, 1872)
- Prunella strophiata strophiata (Blyth, 1843)[2]

## Előfordulása
Ázsiában, Afganisztán, Bhután, Kína, India, Mianmar, Nepál és Pakisztán területén honos. Természetes élőhelyei a szubtrópusi és trópusi hegyi esőerdők és cserjések. Állandó nem vonuló faj.

## Megjelenése
Testhossza 15 centiméter, testtömege 18 gramm.
|  |

## Életmódja
Gerinctelenekkel táplálkozik, de magvakat, bogyókat és gyümölcsöket is fogyaszt.

## Szaporodása
Fészkelési időszaka május és augusztus között van.
|  |

## Természetvédelmi helyzete
Az elterjedési területe rendkívül nagy, egyedszáma pedig stabil. A Természetvédelmi Világszövetség Vörös listáján nem fenyegetett fajként szerepel.